# Freedom (álbum de Santana)
Freedom es un álbum de estudio de Santana, publicado en 1987 por Columbia Records. Para esta grabación, Santana estaba conformada por nueve miembros, algunos de los cuales habían regresado después de estar con la banda en versiones anteriores. Freedom se alejó del sonido más pop del álbum anterior, Beyond Appearances, y regresó al rock latino original de la banda. Sin embargo, no logró revivir la fortuna comercial de Santana, alcanzando solo la posición No. 95 en las listas de éxitos estadounidenses.

## Lista de canciones

### Lado A
1. "Veracruz" (Jeffrey Cohen, Buddy Miles, Gregg Rolie, Carlos Santana) – 4:23
2. "She Can't Let Go" (Cohen, Tom Coster, Alphonso Johnson, Cory Lerios) – 4:45
3. "Once It's Gotcha" (Cohen, Coster, Johnson) – 5:42
4. "Love Is You" [Instrumental] (Santana, Chester D. Thompson) – 3:54
5. "Songs of Freedom" (Coster, Miles, Santana) – 4:28

### Lado B
1. "Deeper, Dig Deeper" (Sterling Crew, Miles, Santana, Thompson) – 4:18
2. "Praise" (Crew, Miles, Santana, Thompson) – 4:36
3. "Mandela" [Instrumental] (Armando Peraza) – 5:31
4. "Before We Go" (Jim Capaldi, Santana) – 3:54
5. "Victim of Circumstance" (Crew, Miles, Gary Rashid, Santana) – 5:21

## Créditos
- Carlos Santana – guitarra, voz
- Tom Coster – teclados
- Chester D. Thompson – teclados
- Gregg Rolie – sintetizador, teclados
- Sterling Crew – teclados
- Alphonso Johnson – bajo
- Graham Lear – batería
- Armando Peraza – percusión, congas
- Orestes Vilató – percusión, timbales
- Raul Rekow – percusión, congas, voz
- Buddy Miles – voz